# Karl-Gustaf Wirtén
Karl-Gustaf Salomon Wirtén (i riksdagen kallad Wirtén i Mellösa), född 19 februari 1892 i Gränna landsförsamling, Jönköpings län, död 29 oktober 1981 i Jönköpings Sofia församling, Jönköpings län, var en svensk inspektor och politiker (folkpartist). Han var far till riksdagsmannen och statsrådet Rolf Wirtén.

## Biografi
Karl-Gustaf Wirtén gick i lantmannaskola i Tenhult och var inspektor på Harpsunds gods i Lilla Mellösa 1934–1959. Han var även kommunalt aktiv samt ordförande i Mellösa missionsförsamling.
Wirtén var riksdagsledamot i andra kammaren för Södermanlands läns valkrets 1949–1952 och var under sin tid i riksdagen suppleant i första lagutskottet. Han engagerade sig bland annat i lantbruksfrågor samt för "folkets andliga och moraliska utveckling".